# 6 Ore di Monza 2023
La 6 Ore di Monza 2023 è un evento di corsa di auto sportive di durata che si è tenuto il 9 luglio preso l'Autodromo nazionale di Monza. È stata la terza edizione valida per il Campionato del mondo endurance e il quinto round nella stagione 2023.

## Programma
| Data               | Time (locale: CEST) | Evento                |
| ------------------ | ------------------- | --------------------- |
| venerdì, 7 luglio  | 11:30               | Prove libere 1        |
| venerdì, 7 luglio  | 16:40               | Prove libere 2        |
| sabato, 8 luglio   | 10:45               | Prove libere 2        |
| sabato, 8 luglio   | 14:40               | Qualifiche - LMGTE Am |
| sabato, 8 luglio   | 15:05               | Qualifiche - LMP2     |
| sabato, 8 luglio   | 15:30               | Qualifiche- Hypercar  |
| domenica, 9 luglio | 12:30               | Gara                  |
| Note :             |                     |                       |

## Elenco iscritti
Di seguito l'elenco dei partecipanti:
Nella classe Hypercar arriva l'esordio del team Proton Competition che porta in pista la Porsche 963 con Gianmaria Bruni, Harry Tincknell e Neel Jani come piloti. Il team Vanwall sostituisce Tom Dillmann con João Paulo de Oliveira, mentre la Glickenhaus Racing sceglie Nathanaël Berthon per completare il suo equipaggio.
Nella classe LMP2, il team Prema scende in pista con Andrea Caldarelli sulla numero 9 e Matthias Beche sulla numero 63.
Nella classe LMGTE Am non si iscirvono due team, il Proton Competition (passato nella Hypercar) e il team Northwest AMR a causa della concomitanza con il Campionato IMSA WeatherTech SportsCar. Daniel Serra invece non potendo prendere parte al evento viene sostituito da Kei Cozzolino sulla Ferrari 488 GTE Evo numero 57.
| No. | Squadra                   | Auto                   | Pneumatici | Pilota 1               | Pilota 2           | Pilota 3            |
| --- | ------------------------- | ---------------------- | ---------- | ---------------------- | ------------------ | ------------------- |
| 2   | Cadillac Racing           | Cadillac V-LMDh        | M          | Earl Bamber            | Alex Lynn          | Richard Westbrook   |
| 4   | Floyd Vanwall Racing Team | Vanwall Vandervell 680 | M          | João Paulo de Oliveira | Esteban Guerrieri  | Jacques Villeneuve  |
| 5   | Porsche Penske Motorsport | Porsche 963            | M          | Michael Christensen    | Dane Cameron       | Frédéric Makowiecki |
| 6   | Porsche Penske Motorsport | Porsche 963            | M          | André Lotterer         | Laurens Vanthoor   | Kévin Estre         |
| 7   | Toyota Gazoo Racing       | Toyota GR010 Hybrid    | M          | Mike Conway            | Kamui Kobayashi    | José María López    |
| 8   | Toyota Gazoo Racing       | Toyota GR010 Hybrid    | M          | Sébastien Buemi        | Brendon Hartley    | Ryō Hirakawa        |
| 38  | Hertz Jota Sport          | Porsche 963            | M          | Antonio Félix da Costa | Will Stevens       | Ye Yifei            |
| 50  | Ferrari AF Corse          | Ferrari 499P           | M          | Antonio Fuoco          | Nicklas Nielsen    | Miguel Molina       |
| 51  | Ferrari AF Corse          | Ferrari 499P           | M          | Alessandro Pier Guidi  | Antonio Giovinazzi | James Calado        |
| 93  | Peugeot TotalEnergies     | Peugeot 9X8            | M          | Mikkel Jensen          | Jean-Éric Vergne   | Paul di Resta       |
| 94  | Peugeot TotalEnergies     | Peugeot 9X8            | M          | Nico Müller            | Gustavo Menezes    | Loïc Duval          |
| 99  | Proton Competition        | Porsche 963            | M          | Gianmaria Bruni        | Harry Tincknell    | Neel Jani           |
| 708 | Glickenhaus Racing        | Glickenhaus 007 LMH    | M          | Olivier Pla            | Romain Dumas       | Nathanaël Berthon   |

| No. | Squadra                   | Auto            | Pneumatici | Pilota 1            | Pilota 2           | Pilota 3           |
| --- | ------------------------- | --------------- | ---------- | ------------------- | ------------------ | ------------------ |
| 9   | Prema Team                | Oreca 07-Gibson | G          | Andrea Caldarelli   | Bent Viscaal       | Filip Ugran        |
| 10  | Vector Sport              | Oreca 07-Gibson | G          | Ryan Cullen         | Gabriel Aubry      | Matthias Kaiser    |
| 22  | United Autosports         | Oreca 07-Gibson | G          | Ben Hanley          | Philip Hanson      | Frederick Lubin    |
| 23  | United Autosports         | Oreca 07-Gibson | G          | Giedo van der Garde | Oliver Jarvis      | Josh Pierson       |
| 28  | Jota Sport                | Oreca 07-Gibson | G          | Pietro Fittipaldi   | David H. Hansson   | Oliver Rasmussen   |
| 31  | Team WRT                  | Oreca 07-Gibson | G          | Robin Frijns        | Sean Gelael        | Ferdinand Habsburg |
| 34  | Inter Europol Competition | Oreca 07-Gibson | G          | Fabio Scherer       | Jakub Śmiechowski  | Albert Costa       |
| 35  | Alpine ELF Team           | Alpine A470     | G          | Olli Caldwell       | André Negrão       | Memo Rojas         |
| 36  | Alpine ELF Team           | Alpine A470     | G          | Charles Milesi      | Matthieu Vaxivière | Julien Canal       |
| 41  | Team WRT                  | Oreca 07-Gibson | G          | Rui Andrade         | Robert Kubica      | Louis Delétraz     |
| 63  | Prema Team                | Oreca 07-Gibson | G          | Doriane Pin         | Matthias Beche     | Daniil Kvjat       |

| No. | Squadra                | Auto                     | Pneumatici | Pilota 1           | Pilota 2              | Pilota 3           |
| --- | ---------------------- | ------------------------ | ---------- | ------------------ | --------------------- | ------------------ |
| 21  | AF Corse               | Ferrari 488 GTE Evo      | M          | Simon Mann         | Ulysse de Pauw        | Julien Piguet      |
| 25  | ORT By TF Sport        | Aston Martin Vantage AMR | M          | Ahmad Al Harthy    | Michael Dinan         | Charlie Eastwood   |
| 33  | Corvette Racing        | Chevrolet Corvette C8.R  | M          | Ben Keating        | Florian Latorre       | Marco Sørensen     |
| 54  | AF Corse               | Ferrari 488 GTE Evo      | M          | Davide Rigon       | Francesco Castellacci | Thomas Flohr       |
| 56  | Team Project 1         | Porsche 911 RSR-19       | M          | Matteo Cairoli     | Erfin Castro          | Guilherme Oliveira |
| 57  | Kessel Racing          | Ferrari 488 GTE Evo      | M          | Scott Huffaker     | Takeshi Kimura        | Kei Cozzolino      |
| 60  | Iron Lynx              | Porsche 911 RSR-19       | M          | Matteo Cressoni    | Alessio Picariello    | Claudio Schiavoni  |
| 77  | Dempsey-Proton Racing  | Porsche 911 RSR-19       | M          | Christian Ried     | Mikkel O. Pedersen    | Julien Andlauer    |
| 83  | Richard Mille AF Corse | Ferrari 488 GTE Evo      | M          | Luis Perez Companc | Lilou Wadoux          | Alessio Rovera     |
| 85  | Iron Dames             | Porsche 911 RSR-19       | M          | Sarah Bovy         | Rahel Frey            | Michelle Gatting   |
| 86  | GR Racing              | Porsche 911 RSR-19       | M          | Michael Wainwright | Riccardo Pera         | Michael Wainwright |
| 777 | D'station Racing       | Aston Martin Vantage AMR | M          | Tomonobu Fujii     | Satoshi Hoshino       | Casper Stevenson   |

## Risultati delle prove
Equipaggi con il miglior tempo nella propria categoria
Prove libere 1
| No. | Squadra  | Categoria | Auto                | Tempo    |
| --- | -------- | --------- | ------------------- | -------- |
| 51  | AF Corse | Hypercar  | Ferrari 499P        | 1:37.533 |
| 41  | Team WRT | LMP2      | Oreca 07            | 1:40.356 |
| 54  | AF Corse | LMGTE Am  | Ferrari 488 GTE EVO | 1:47.538 |

Prove libere 2
| No. | Squadra             | Categoria | Auto                | Tempo    |
| --- | ------------------- | --------- | ------------------- | -------- |
| 7   | Toyota Gazoo Racing | Hypercar  | Toyota GR010 Hybrid | 1:36.363 |
| 41  | Team WRT            | LMP2      | Oreca 07            | 1:39.955 |
| 60  | Iron Lynx           | LMGTE Am  | Porsche 911 RSR-19  | 1:46.973 |

Prove libere 3
| No. | Squadra               | Categoria | Auto               | Tempo    |
| --- | --------------------- | --------- | ------------------ | -------- |
| 93  | Peugeot TotalEnergies | Hypercar  | Peugeot 9X8        | 1:35.878 |
| 28  | Jota                  | LMP2      | Oreca 07           | 1:39.621 |
| 56  | Team Project 1        | LMGTE Am  | Porsche 911 RSR-19 | 1:46.762 |

## Risultati di gara
| Pos | Classe   | No. | Team                      | Piloti                                                      | Telaio                           | Pneumatici | Giri | Tempo/ritiro |
| Pos | Classe   | No. | Team                      | Piloti                                                      | Motore                           | Pneumatici | Giri | Tempo/ritiro |
| --- | -------- | --- | ------------------------- | ----------------------------------------------------------- | -------------------------------- | ---------- | ---- | ------------ |
| 1   | Hypercar | 7   | Toyota Gazoo Racing       | Mike Conway Kamui Kobayashi José María López                | Toyota GR010 Hybrid              | M          | 200  | 6:00:31.922  |
| 1   | Hypercar | 7   | Toyota Gazoo Racing       | Mike Conway Kamui Kobayashi José María López                | Toyota 3.5 L Turbo V6            | M          | 200  | 6:00:31.922  |
| 2   | Hypercar | 50  | Ferrari AF Corse          | Antonio Fuoco Miguel Molina Nicklas Nielsen                 | Ferrari 499P                     | M          | 200  | +16.520      |
| 2   | Hypercar | 50  | Ferrari AF Corse          | Antonio Fuoco Miguel Molina Nicklas Nielsen                 | Ferrari F163 3.0 L Turbo V6      | M          | 200  | +16.520      |
| 3   | Hypercar | 93  | Peugeot TotalEnergies     | Paul di Resta Mikkel Jensen Jean-Éric Vergne                | Peugeot 9X8                      | M          | 200  | +1:18.179    |
| 3   | Hypercar | 93  | Peugeot TotalEnergies     | Paul di Resta Mikkel Jensen Jean-Éric Vergne                | Peugeot X6H 2.6 L Turbo V6       | M          | 200  | +1:18.179    |
| 4   | Hypercar | 5   | Porsche Penske Motorsport | Dane Cameron Michael Christensen Frédéric Makowiecki        | Porsche 963                      | M          | 199  | +1 Giro      |
| 4   | Hypercar | 5   | Porsche Penske Motorsport | Dane Cameron Michael Christensen Frédéric Makowiecki        | Porsche 9RD 4.6 L Turbo V8       | M          | 199  | +1 Giro      |
| 5   | Hypercar | 51  | Ferrari AF Corse          | James Calado Antonio Giovinazzi Alessandro Pier Guidi       | Ferrari 499P                     | M          | 199  | +1 Giro      |
| 5   | Hypercar | 51  | Ferrari AF Corse          | James Calado Antonio Giovinazzi Alessandro Pier Guidi       | Ferrari F163 3.0 L Turbo V6      | M          | 199  | +1 Giro      |
| 6   | Hypercar | 8   | Toyota Gazoo Racing       | Sébastien Buemi Brendon Hartley Ryō Hirakawa                | Toyota GR010 Hybrid              | M          | 199  | +1 Giro      |
| 6   | Hypercar | 8   | Toyota Gazoo Racing       | Sébastien Buemi Brendon Hartley Ryō Hirakawa                | Toyota 3.5 L Turbo V6            | M          | 199  | +1 Giro      |
| 7   | Hypercar | 6   | Porsche Penske Motorsport | Kévin Estre André Lotterer Laurens Vanthoor                 | Porsche 963                      | M          | 199  | +1 Giro      |
| 7   | Hypercar | 6   | Porsche Penske Motorsport | Kévin Estre André Lotterer Laurens Vanthoor                 | Porsche 9RD 4.6 L Turbo V8       | M          | 199  | +1 Giro      |
| 8   | Hypercar | 708 | Glickenhaus Racing        | Nathanaël Berthon Romain Dumas Olivier Pla                  | Glickenhaus 007 LMH              | M          | 199  | +1 Giro      |
| 8   | Hypercar | 708 | Glickenhaus Racing        | Nathanaël Berthon Romain Dumas Olivier Pla                  | Glickenhaus P21 3.5 L Turbo V8   | M          | 199  | +1 Giro      |
| 9   | Hypercar | 38  | Hertz Team Jota           | António Félix da Costa Will Stevens Ye Yifei                | Porsche 963                      | M          | 198  | +2 giri      |
| 9   | Hypercar | 38  | Hertz Team Jota           | António Félix da Costa Will Stevens Ye Yifei                | Porsche 9RD 4.6 L Turbo V8       | M          | 198  | +2 giri      |
| 10  | Hypercar | 2   | Cadillac Racing           | Earl Bamber Alex Lynn Richard Westbrook                     | Cadillac V-Series.R              | M          | 198  | +2 giri      |
| 10  | Hypercar | 2   | Cadillac Racing           | Earl Bamber Alex Lynn Richard Westbrook                     | Cadillac LMC55R 5.5 L V8         | M          | 198  | +2 giri      |
| 11  | LMP2     | 28  | Jota                      | Pietro Fittipaldi David Heinemeier Hansson Oliver Rasmussen | Oreca 07                         | G          | 193  | +7 giri      |
| 11  | LMP2     | 28  | Jota                      | Pietro Fittipaldi David Heinemeier Hansson Oliver Rasmussen | Gibson GK428 4.2 L V8            | G          | 193  | +7 giri      |
| 12  | LMP2     | 36  | Alpine Elf Team           | Julien Canal Charles Milesi Matthieu Vaxivière              | Oreca 07                         | G          | 192  | +8 giri      |
| 12  | LMP2     | 36  | Alpine Elf Team           | Julien Canal Charles Milesi Matthieu Vaxivière              | Gibson GK428 4.2 L V8            | G          | 192  | +8 giri      |
| 13  | LMP2     | 41  | Team WRT                  | Rui Andrade Louis Delétraz Robert Kubica                    | Oreca 07                         | G          | 192  | +8 giri      |
| 13  | LMP2     | 41  | Team WRT                  | Rui Andrade Louis Delétraz Robert Kubica                    | Gibson GK428 4.2 L V8            | G          | 192  | +8 giri      |
| 14  | LMP2     | 23  | United Autosports         | Oliver Jarvis Josh Pierson Giedo van der Garde              | Oreca 07                         | G          | 192  | +8 giri      |
| 14  | LMP2     | 23  | United Autosports         | Oliver Jarvis Josh Pierson Giedo van der Garde              | Gibson GK428 4.2 L V8            | G          | 192  | +8 giri      |
| 15  | LMP2     | 34  | Inter Europol Competition | Albert Costa Fabio Scherer Juan Manuel Correa               | Oreca 07                         | G          | 192  | +8 giri      |
| 15  | LMP2     | 34  | Inter Europol Competition | Albert Costa Fabio Scherer Juan Manuel Correa               | Gibson GK428 4.2 L V8            | G          | 192  | +8 giri      |
| 16  | LMP2     | 22  | United Autosports         | Ben Hanley Philip Hanson Frederick Lubin                    | Oreca 07                         | G          | 192  | +8 giri      |
| 16  | LMP2     | 22  | United Autosports         | Ben Hanley Philip Hanson Frederick Lubin                    | Gibson GK428 4.2 L V8            | G          | 192  | +8 giri      |
| 17  | LMP2     | 63  | Prema Racing              | Mathias Beche Daniil Kvyat Doriane Pin                      | Oreca 07                         | G          | 192  | +8 giri      |
| 17  | LMP2     | 63  | Prema Racing              | Mathias Beche Daniil Kvyat Doriane Pin                      | Gibson GK428 4.2 L V8            | G          | 192  | +8 giri      |
| 18  | LMP2     | 35  | Alpine Elf Team           | Olli Caldwell André Negrão Memo Rojas                       | Oreca 07                         | G          | 192  | +8 giri      |
| 18  | LMP2     | 35  | Alpine Elf Team           | Olli Caldwell André Negrão Memo Rojas                       | Gibson GK428 4.2 L V8            | G          | 192  | +8 giri      |
| 19  | Hypercar | 94  | Peugeot TotalEnergies     | Loïc Duval Gustavo Menezes Nico Müller                      | Peugeot 9X8                      | M          | 191  | +9 giri      |
| 19  | Hypercar | 94  | Peugeot TotalEnergies     | Loïc Duval Gustavo Menezes Nico Müller                      | Peugeot X6H 2.6 L Turbo V6       | M          | 191  | +9 giri      |
| 20  | Hypercar | 4   | Floyd Vanwall Racing Team | João Paulo de Oliveira Esteban Guerrieri Jacques Villeneuve | Vanwall Vandervell 680           | M          | 191  | +9 giri      |
| 20  | Hypercar | 4   | Floyd Vanwall Racing Team | João Paulo de Oliveira Esteban Guerrieri Jacques Villeneuve | Gibson GL458 4.5 L V8            | M          | 191  | +9 giri      |
| 21  | LMP2     | 9   | Prema Racing              | Andrea Caldarelli Filip Ugran Bent Viscaal                  | Oreca 07                         | G          | 191  | +9 giri      |
| 21  | LMP2     | 9   | Prema Racing              | Andrea Caldarelli Filip Ugran Bent Viscaal                  | Gibson GK428 4.2 L V8            | G          | 191  | +9 giri      |
| 22  | LMGTE Am | 77  | Dempsey – Proton Racing   | Julien Andlauer Jonas Ried Mikkel O. Pedersen               | Porsche 911 RSR-19               | M          | 185  | +15 giri     |
| 22  | LMGTE Am | 77  | Dempsey – Proton Racing   | Julien Andlauer Jonas Ried Mikkel O. Pedersen               | Porsche M97/80 4.2 L Flat-6      | M          | 185  | +15 giri     |
| 23  | LMGTE Am | 60  | Iron Lynx                 | Matteo Cressoni Alessio Picariello Claudio Schiavoni        | Porsche 911 RSR-19               | M          | 185  | +15 giri     |
| 23  | LMGTE Am | 60  | Iron Lynx                 | Matteo Cressoni Alessio Picariello Claudio Schiavoni        | Porsche M97/80 4.2 L Flat-6      | M          | 185  | +15 giri     |
| 24  | LMGTE Am | 86  | GR Racing                 | Ben Barker Riccardo Pera Michael Wainwright                 | Porsche 911 RSR-19               | M          | 184  | +16 giri     |
| 24  | LMGTE Am | 86  | GR Racing                 | Ben Barker Riccardo Pera Michael Wainwright                 | Porsche M97/80 4.2 L Flat-6      | M          | 184  | +16 giri     |
| 25  | LMGTE Am | 33  | Corvette Racing           | Nicky Catsburg Ben Keating Nicolás Varrone                  | Chevrolet Corvette C8.R          | M          | 184  | +16 giri     |
| 25  | LMGTE Am | 33  | Corvette Racing           | Nicky Catsburg Ben Keating Nicolás Varrone                  | Chevrolet LT6 5.5 L V8           | M          | 184  | +16 giri     |
| 26  | LMGTE Am | 85  | Iron Dames                | Sarah Bovy Rahel Frey Michelle Gatting                      | Porsche 911 RSR-19               | M          | 184  | +16 giri     |
| 26  | LMGTE Am | 85  | Iron Dames                | Sarah Bovy Rahel Frey Michelle Gatting                      | Porsche M97/80 4.2 L Flat-6      | M          | 184  | +16 giri     |
| 27  | LMGTE Am | 83  | Richard Mille AF Corse    | Luis Pérez Companc Alessio Rovera Lilou Wadoux              | Ferrari 488 GTE Evo              | M          | 183  | +17 giri     |
| 27  | LMGTE Am | 83  | Richard Mille AF Corse    | Luis Pérez Companc Alessio Rovera Lilou Wadoux              | Ferrari F154CB 3.9 L Turbo V8    | M          | 183  | +17 giri     |
| 28  | LMGTE Am | 25  | ORT by TF                 | Ahmad Al Harthy Michael Dinan Charlie Eastwood              | Aston Martin Vantage AMR         | M          | 183  | +17 giri     |
| 28  | LMGTE Am | 25  | ORT by TF                 | Ahmad Al Harthy Michael Dinan Charlie Eastwood              | Aston Martin M177 4.0 L Turbo V8 | M          | 183  | +17 giri     |
| 29  | LMGTE Am | 56  | Project 1 – AO            | Matteo Cairoli Guilherme Oliveira Efrin Castro              | Porsche 911 RSR-19               | M          | 183  | +17 giri     |
| 29  | LMGTE Am | 56  | Project 1 – AO            | Matteo Cairoli Guilherme Oliveira Efrin Castro              | Porsche M97/80 4.2 L Flat-6      | M          | 183  | +17 giri     |
| 30  | LMGTE Am | 21  | AF Corse                  | Zacharie Robichon Gunnar Jeannette Ryan Hardwick            | Ferrari 488 GTE Evo              | M          | 182  | +18 giri     |
| 30  | LMGTE Am | 21  | AF Corse                  | Zacharie Robichon Gunnar Jeannette Ryan Hardwick            | Ferrari F154CB 3.9 L Turbo V8    | M          | 182  | +18 giri     |
| 31  | LMGTE Am | 54  | AF Corse                  | Francesco Castellacci Thomas Flohr Davide Rigon             | Ferrari 488 GTE Evo              | M          | 180  | +20 giri     |
| 31  | LMGTE Am | 54  | AF Corse                  | Francesco Castellacci Thomas Flohr Davide Rigon             | Ferrari F154CB 3.9 L Turbo V8    | M          | 180  | +20 giri     |
| NC  | LMP2     | 31  | Team WRT                  | Robin Frijns Sean Gelael Ferdinand Habsburg                 | Oreca 07                         | G          | 179  | +21 giri     |
| NC  | LMP2     | 31  | Team WRT                  | Robin Frijns Sean Gelael Ferdinand Habsburg                 | Gibson GK428 4.2 L V8            | G          | 179  | +21 giri     |
| Rit | LMP2     | 10  | Vector Sport              | Gabriel Aubry Ryan Cullen Matthias Kaiser                   | Oreca 07                         | G          | 66   |              |
| Rit | LMP2     | 10  | Vector Sport              | Gabriel Aubry Ryan Cullen Matthias Kaiser                   | Gibson GK428 4.2 L V8            | G          | 66   |              |
| Rit | LMGTE Am | 57  | Kessel Racing             | Scott Huffaker Daniel Serra Kei Cozzolino                   | Ferrari 488 GTE Evo              | M          | 70   |              |
| Rit | LMGTE Am | 57  | Kessel Racing             | Scott Huffaker Daniel Serra Kei Cozzolino                   | Ferrari F154CB 3.9 L Turbo V8    | M          | 70   |              |
| Rit | LMGTE Am | 777 | D'Station Racing          | Tomonobu Fujii Satoshi Hoshino Casper Stevenson             | Aston Martin Vantage AMR         | M          | 7    |              |
| Rit | LMGTE Am | 777 | D'Station Racing          | Tomonobu Fujii Satoshi Hoshino Casper Stevenson             | Aston Martin M177 4.0 L Turbo V8 | M          | 7    |              |